# Przełęcz Leszczynowa
Leszczynowa Przełęcz – przełęcz w Górach Złotych na wysokości 605 m n.p.m. pomiędzy Ptasznikiem a Wilczą Górą i dalej Jawornikiem Wielkim (872). Biegnie przez nią kilka dróg leśnych, najważniejsza łączy Chwalisław (wieś) z Jaszkową Górną i Droszkowem.

## Szlaki turystyczne
Przez przełęcz przechodzą dwa szlaki turystyczne:
- niebieski, Przełęcz Kłodzka – Radochów,
- czarny, Bystrzyca Kłodzka – Stary Waliszów – Romanowo – Ołdrzychowice Kłodzkie – Rogówek – Droszków – Przełęcz Leszczynowa – Chwalisław – Złoty Stok.